# Gömbtokú moha
A gömbtokú moha (Bartramia pomiformis) egy akrokarp (csúcstermő) lombosmoha. Közép-Európában nem ritka, könnyen felismerhető, kisméretű, szabályosan kerek, gömb alakú spóratartó tokjáról.

## Jellemzése
A moha kékes-, sárgászöld gyepet képez. A növénykék 1–8 cm magasak, a szár alját nemezszerűen dúsan borítják a barnás színű gyökérszőrök. Az 5–8 mm hosszú levelek két sejtsor vastagok, csak a levélszél egy sejtsoros. A levélszél kettősen fogazott és az ér hátoldala is fogazott a csúcs közelében. A levélalapnál a sejtek hosszúkásak, sárgás színűek, a levéllemez többi sejtje négyzetes, mindkét oldalukon mamillásak (sejtkidudorodásokkal borítottak).
A spóratok jellegzetesen gömb alakú, innen ered a magyar neve is, illetve a latin nevében a pomiformis - „alma alakút” jelent. Színe zöldesbarna, szárazon erősen barázdált. A toknyél 1–2 cm hosszú.

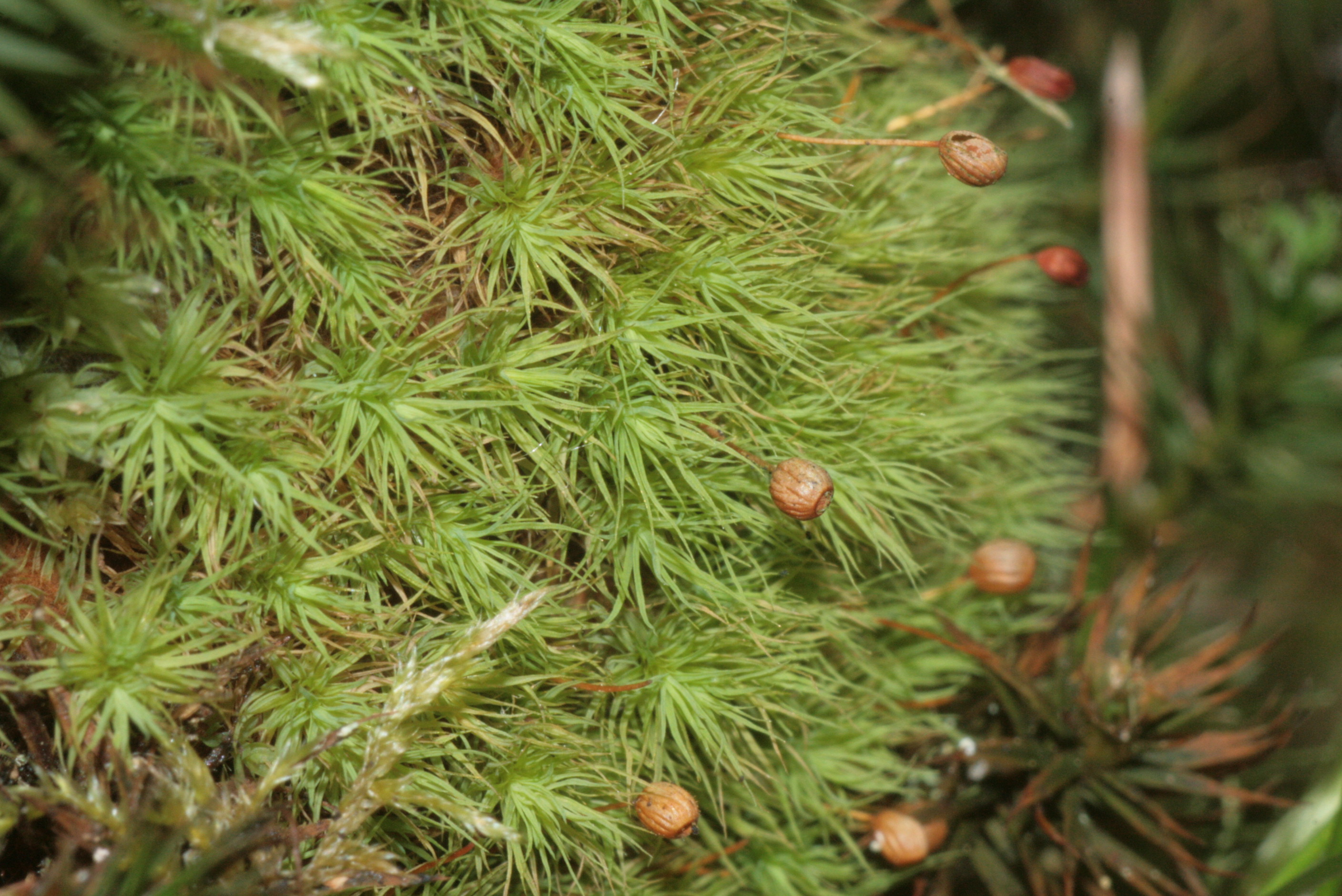
Habituskép
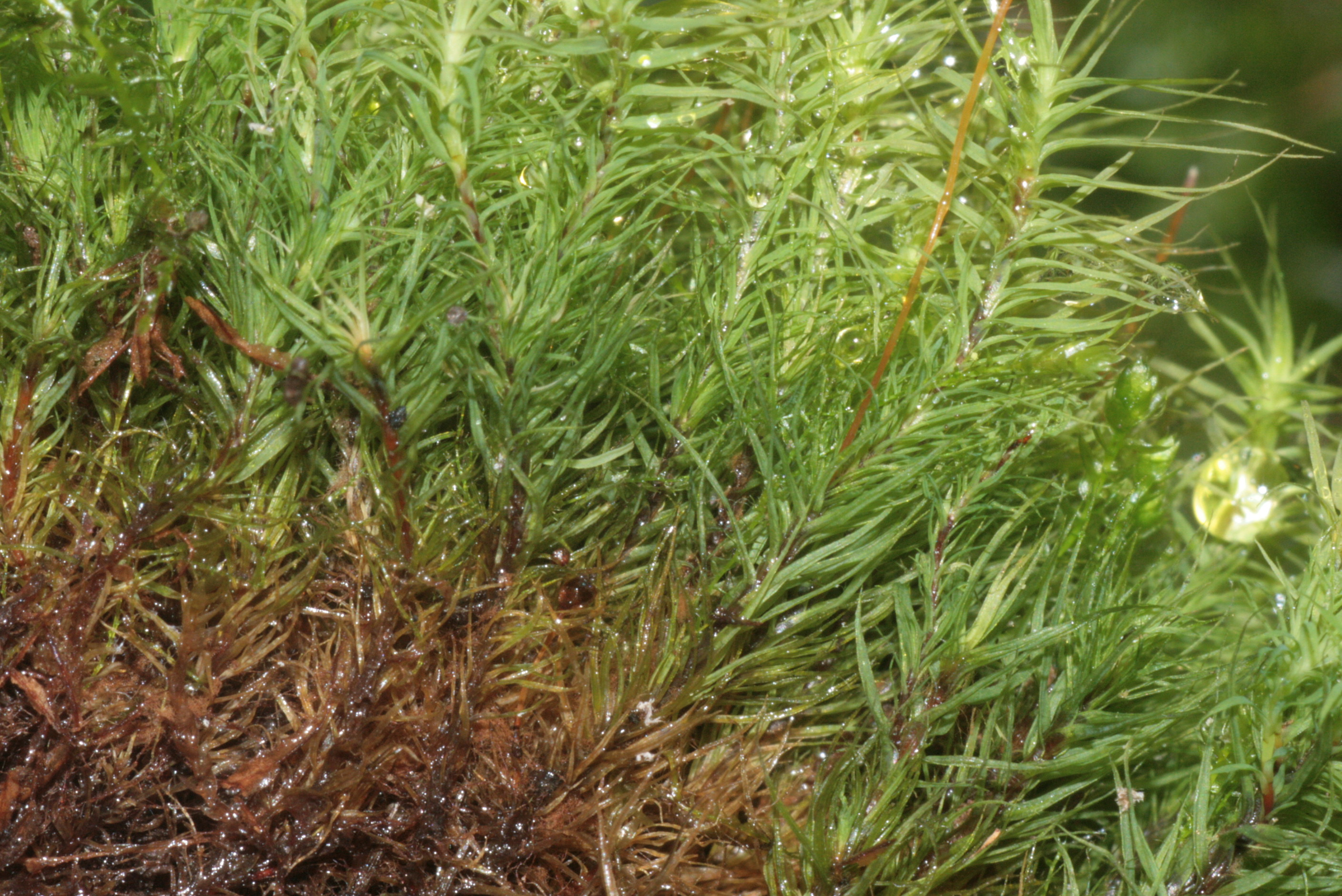
A növények alja barnás gyökérszőrökkel fedett
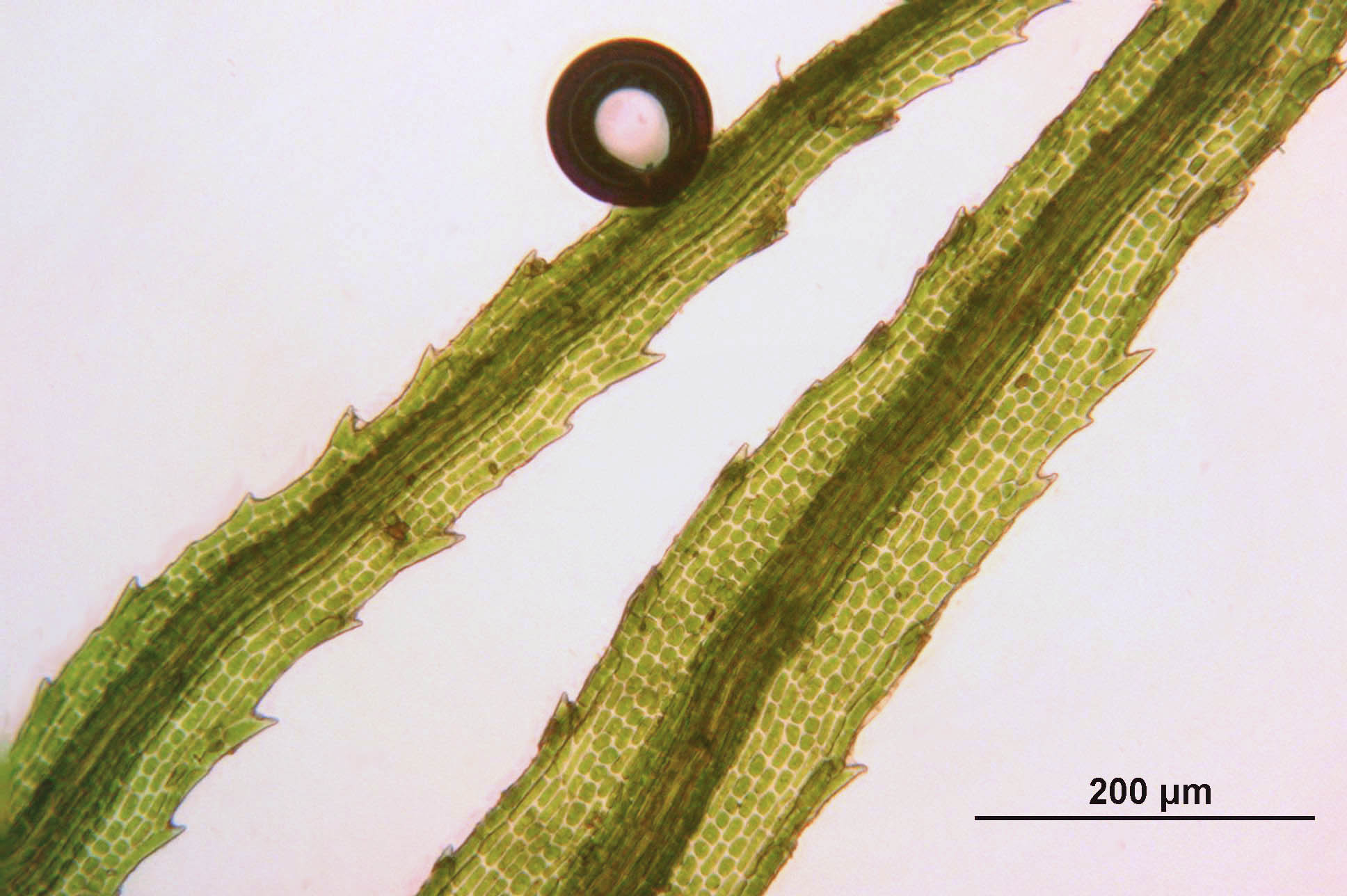
A levél széle fogazott, a levélsejtek négyzetesek

## Élőhelye, elterjedése
A mészben szegény erdei talajokat kedveli, de az árnyékos köves, sziklás helyeken is megél. Elsősorban andeziten és homokköves helyeken. Magyarországon a Dunántúlon és az Északi-Középhegységben található meg. Mészkövön ritka.
Elterjedt faj, az egész északi féltekén megtalálható a mérsékelt égövben 2000 méteres tengerszint feletti magasságig. Magyarországon is gyakori faj, hazai vörös listás besorolása: nem veszélyeztetett (LC).

## Fordítás
- Ez a szócikk részben vagy egészben  az   Echtes_Apfelmoos című német Wikipédia-szócikk ezen változatának fordításán alapul.  Az eredeti cikk szerkesztőit annak laptörténete sorolja fel. Ez a jelzés csupán a megfogalmazás eredetét és a szerzői jogokat jelzi, nem szolgál a cikkben szereplő információk forrásmegjelöléseként.